# 菊水 (札幌市)
菊水（きくすい）は、北海道札幌市白石区の地名。同区内の西南端に位置し、豊平川東岸に接する。
札幌市営地下鉄東西線の菊水駅がある。

## 歴史
1871年（明治4年）11 - 12月、旧白石藩士67人が白石村に移住したが、低地を割り当てられたため翌春の水害に苛まれ、開拓使の許可を得て豊平川東岸沿いに再移住した。1873年（明治6年）12月には30戸の集落「新白石村」となり、翌1874年（明治7年）に「上白石村」と改名された。1878年（明治11年）、菊亭脩季侯爵が「菊亭農場」を開く。
1889年（明治22年）、札幌・江別間の道路が開通して東橋が架けられると、札幌との往来が便利になった上白石村は大いに発展した。1902年（明治35年）、上白石村は白石村に合併されて「大字上白石村」となる。1910年（明治43年）には上白石の一部が札幌区に編入され、1950年（昭和25年）に白石村全域が札幌市と合併した。
1954年（昭和29年）、菊亭脩季の「菊」と豊平川の「水」にちなんで一帯は「菊水」と命名され、豊平川沿いに南から順に「菊水西町」「菊水北町」「菊水上町」「菊水元町」となった。次いで1959年（昭和34年）には残る地域も「菊水南町」と「菊水東町」となった。
1973年（昭和48年）、東西南北の町名が廃されて「菊水○条○丁目」という住居表示に変更された。

## 施設
- 札幌市営地下鉄東西線 菊水駅（菊水2-2）
- 北海道札幌東高等学校（菊水9-3）
- 札幌市立幌東中学校（菊水6-3）
- 札幌市立幌東小学校（菊水6-3）
- 札幌市立東橋小学校（菊水8-1）
- 北海道情報専門学校（菊水6-3）
- 白石警察署（菊水3-5）
- 国立病院機構北海道がんセンター（菊水4-2）
- 勤医協札幌病院（菊水4-1）
- 菊水まちづくりセンター（菊水7-2）
- 円形歩道橋（菊水6-4）

## 企業
- 大丸（菊水3-1）
- BgBee（菊水1-1）
- 北海電気工事（ほくでんグループ）（菊水2-1）
- 伊藤園グループ
  - 北海道伊藤園（菊水3-5）
  - 土倉（菊水3-5）